# WBSC 프리미어 12
WBSC 프리미어 12(영어: WBSC Premier 12)는 2015년부터 세계 야구 소프트볼 연맹(WBSC)이 주관하여 열리고 있는 국제 야구 대회이다. 2011년 대회를 마지막으로 야구 월드컵이 폐지되고 이를 대신해 신설되었다. 세계 야구 랭킹 상위 12개 국가가 참여하며 첫 대회는 2015년 11월 대만과 일본에서 개최되었다.

## 창설 개요
1938년부터 2011년까지 국제야구연맹(IBAF)은 야구 월드컵이 스포츠의 메이저 월드 챔피언십이 될 것으로 간주하였다. 2011년 야구 월드컵을 끝으로 국제야구연맹은 월드 베이스볼 클래식을 선호하게 되면서 토너먼트의 중단을 결정하였다.
2005년 국제 올림픽 위원회(IOC)는 야구와 소프트볼이 2012년 하계 올림픽부터 제거될 것이라고 발표하였다. 그 뒤, IOC는 또한 공식적으로 야구와 소프트볼을 두 개의 다른 분야의 동일 스포츠로 재분류하였다. 2013년, 국제야구연맹은 국제 소프트볼 연맹과 병합하여 세계 야구 소프트볼 연맹(WBSC)을 창설하기에 이른다.
2014년 11월 27일, WBSC는 프리미어12 토너먼트의 창설을 발표하면서 이를 4년마다 개최되는 "새로운 대표적 프로 야구 월드 챔피언십"으로 불렀다. 야구 월드컵을 계승함과 더불어 도쿄에서 열릴 2020년 하계 올림픽에 야구를 포함시키려는 시도로 간주되었다. WBSC는 만일 야구가 2020년 올림픽으로 복귀한다면 2019년 WBSC 프리미어 12는 예선전으로 사용할 것으로 결정하였다.

## 경기 개요
프리미어 12는 이후 매회 4년마다 개최되고 이 대회의 우승자는 세계 랭킹의 산정에 영향을 줄 수 있는 보너스 포인트를 많이 획득할 수 있게 된다.
WBSC는 프리미어 12에 참가하는 모든 국가 대표팀과 야구 연맹(NF)에 총 수백만 달러의 상금을 보장하고 참가 비용 (예 : 항공료, 숙박비 등)을 전액 부담하고 동시에 참가 선수에는 프리미엄 서비스와 시설을 제공한다.
개최시기를 11월에 정한 이유는 각 국의 국내 리그의 시즌을 끝내어 프로 야구 선수들이 10 ~12일 동안 경기에 참여할 수 있는 기회를 제공하기 위해서다. 개최 기간 중 세계의 프로 야구 리그의 일정에 영향을 주지 않고, 대만의 기후가 선수, 국가 대표팀의 활약에 적합하다고 판단되었다.
2019년 WBSC 프리미어 12 기준으로 경기는 총 32경기가 개최될 예정이며 4팀씩 3개의 그룹(A조, B조, C조)으로 나누어 각 팀이 3경기씩 리그제(총 18경기)로 조별 예선을 치른다.
각 그룹의 상위 2개국이 슈퍼라운드에 진출, 같은 조에 있던 팀을 제외한 나머지 팀과 4경기씩 리그제(총 12경기)를 치른 후 성적에 따라 결승(1위 VS 2위), 3위 결정전(3위 VS 4위)이 치르게 될 예정이다.
프리미어 12은 항상 하계 올림픽 전년에 개최해 올림픽 종목으로 복귀 시 올림픽 예선 대회로 실시할 수 있다.
WBSC에서는 프리미어 12가 전 세계적으로 방송 시 시청자는 수억 가구에 이를 것으로 예측하고 있으며, 대회 개최를 위해 개발 중에 있는 여러 언어로 이루어진 (영어, 스페인어, 일본어, 한국어, 중국어 5개 국어) 온라인 / 디지털 플랫폼을 통해 수백만 명 이상의 젊은 사용자의 이용을 기대하고 있다.

## 역대 대회 결과
| 연도 | 개최국                        |               | 결승전 | 결승전   | 결승전 |        | 3•4위전    | 3•4위전 | 3•4위전 |
| 연도 | 개최국                        | 우승          | 점수   | 준우승   | 3위    | 점수   | 4위        |         |         |
| 2015 | 일본 중화민국                 | 대한민국      | 8 : 0  | 미국     | 일본   | 11 : 1 | 멕시코     |         |         |
| 2019 | 일본 멕시코 중화민국 대한민국 | 일본          | 5 : 3  | 대한민국 | 멕시코 | 3 : 2  | 미국       |         |         |
| 2024 | 일본 멕시코 중화민국          | 중화 타이베이 | 4 : 0  | 일본     | 미국   | 6 : 1  | 베네수엘라 |         |         |

## 국가별 기록
| 순위 | 국가          | 우승 | 준우승 | 3위 | 합계 |
| 1    | 일본          | 1    | 1      | 1   | 3    |
| 2    | 대한민국      | 1    | 1      | 0   | 2    |
| 3    | 중화 타이베이 | 1    | 0      | 0   | 1    |
| 4    | 미국          | 0    | 1      | 1   | 2    |
| 5    | 멕시코        | 0    | 0      | 1   | 1    |

## 참가국
| 대회            | 2015 | 2019 | 2024 | 횟수 |
| --------------- | ---- | ---- | ---- | ---- |
| 네덜란드        | 7    | 12   |      | 2    |
| 대한민국        | 1    | 2    |      | 2    |
| 도미니카 공화국 | 11   | 7    |      | 2    |
| 멕시코          | 4    | 3    |      | 2    |
| 미국            | 2    | 4    |      | 2    |
| 베네수엘라      | 10   | 9    |      | 2    |
| 이탈리아        | 12   | •    |      | 1    |
| 일본            | 3    | 1    |      | 2    |
| 오스트레일리아  | •    | 6    |      | 1    |
| 중화 타이베이   | 9    | 5    |      | 2    |
| 캐나다          | 5    | 8    |      | 2    |
| 쿠바            | 6    | 10   |      | 2    |
| 푸에르토리코    | 8    | 11   |      | 2    |

## 상금
2019년 대회 기준
- 우승 - 1,500,000달러
- 준우승 - 750,000달러
- 3위 - 500,000달러
- 4위 - 350,000달러
- 5위 - 300,000달러
- 6위 - 250,000달러
- 오프닝 라운드 탈락 - 180,000달러
- 오프닝 라운드 경기 승리 보너스 - 10,000달러
- 슈퍼 라운드 경기 승리 보너스 - 20,000달러
- 오프닝 라운드 조 1위 보너스 - 20,000달러

## 같이 보기
- 월드 베이스볼 클래식
- 유럽 야구 선수권 대회
- 세계 청소년 야구 선수권 대회
- 대륙간컵
- 야구 월드컵